# Sarcophaga carnaria
Sarcophaga carnaria är en tvåvingeart som först beskrevs av Carl von Linné 1758.  Sarcophaga carnaria ingår i släktet Sarcophaga och familjen köttflugor.
Artens utbredningsområde är Sverige. Arten är reproducerande i Sverige. Inga underarter finns listade i Catalogue of Life.

## Bildgalleri

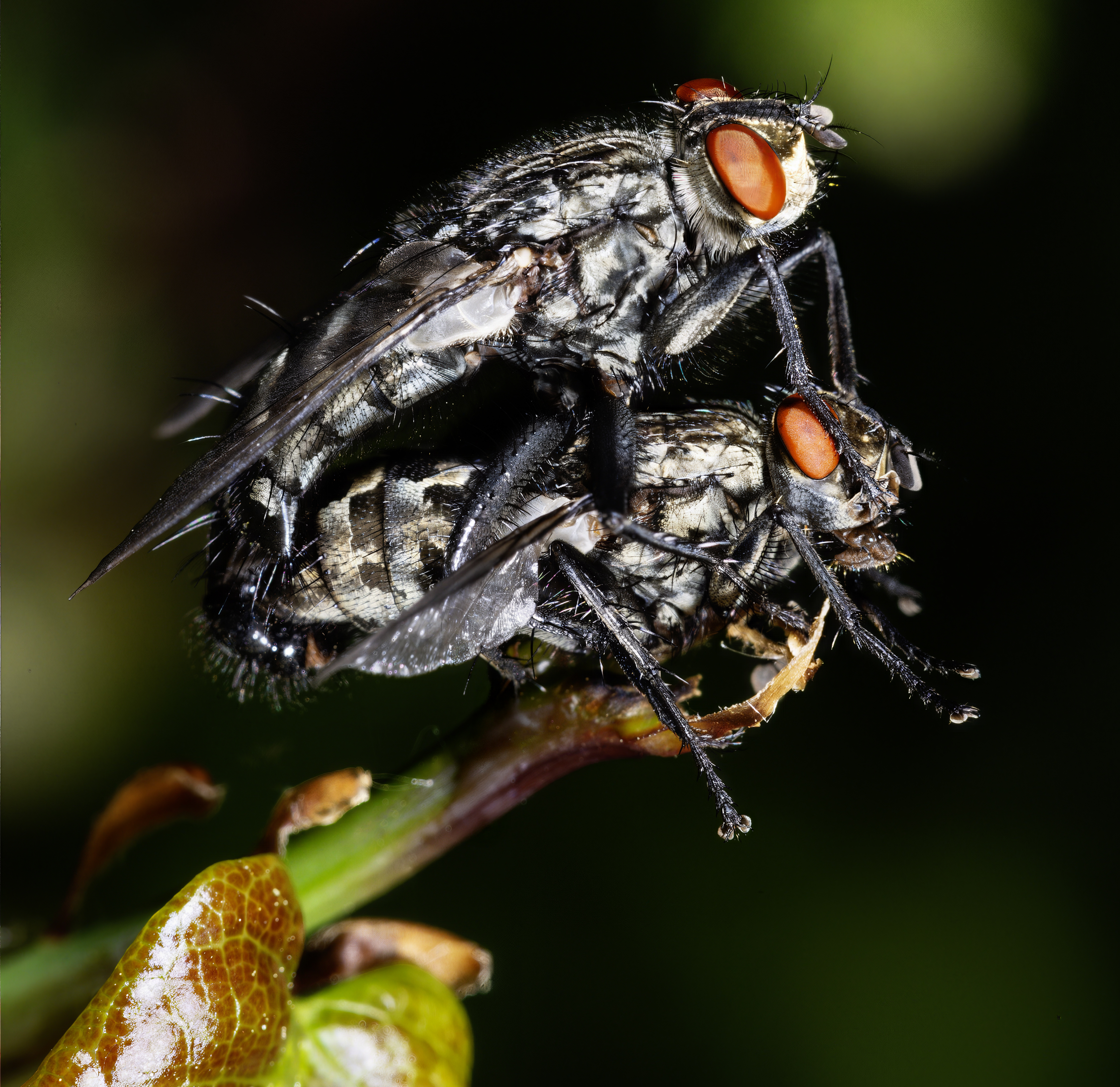
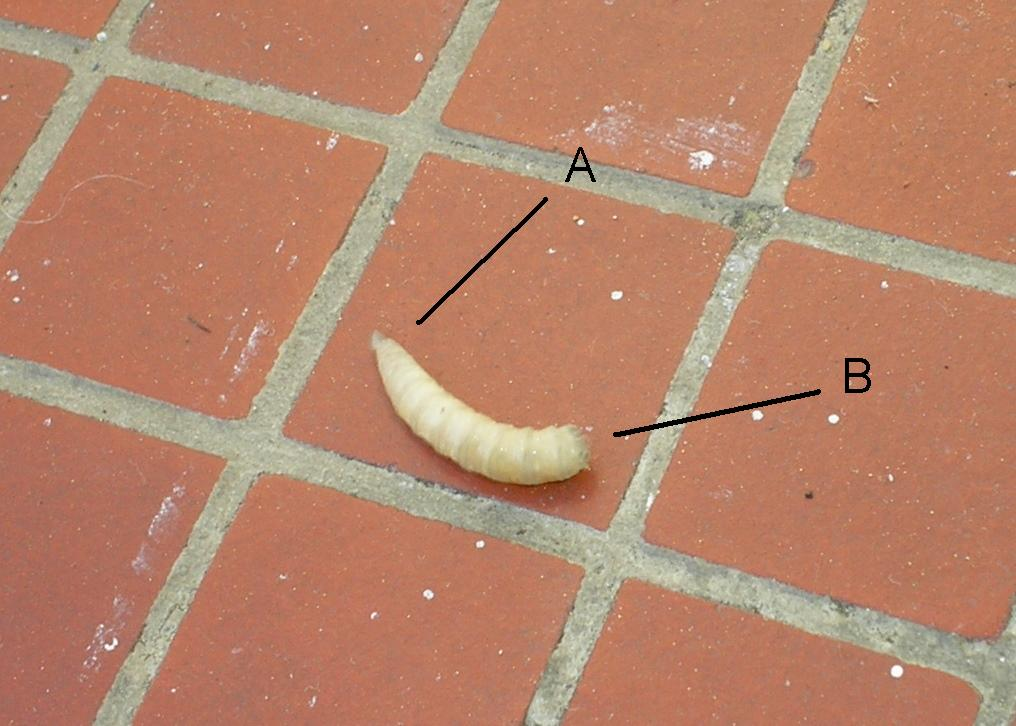
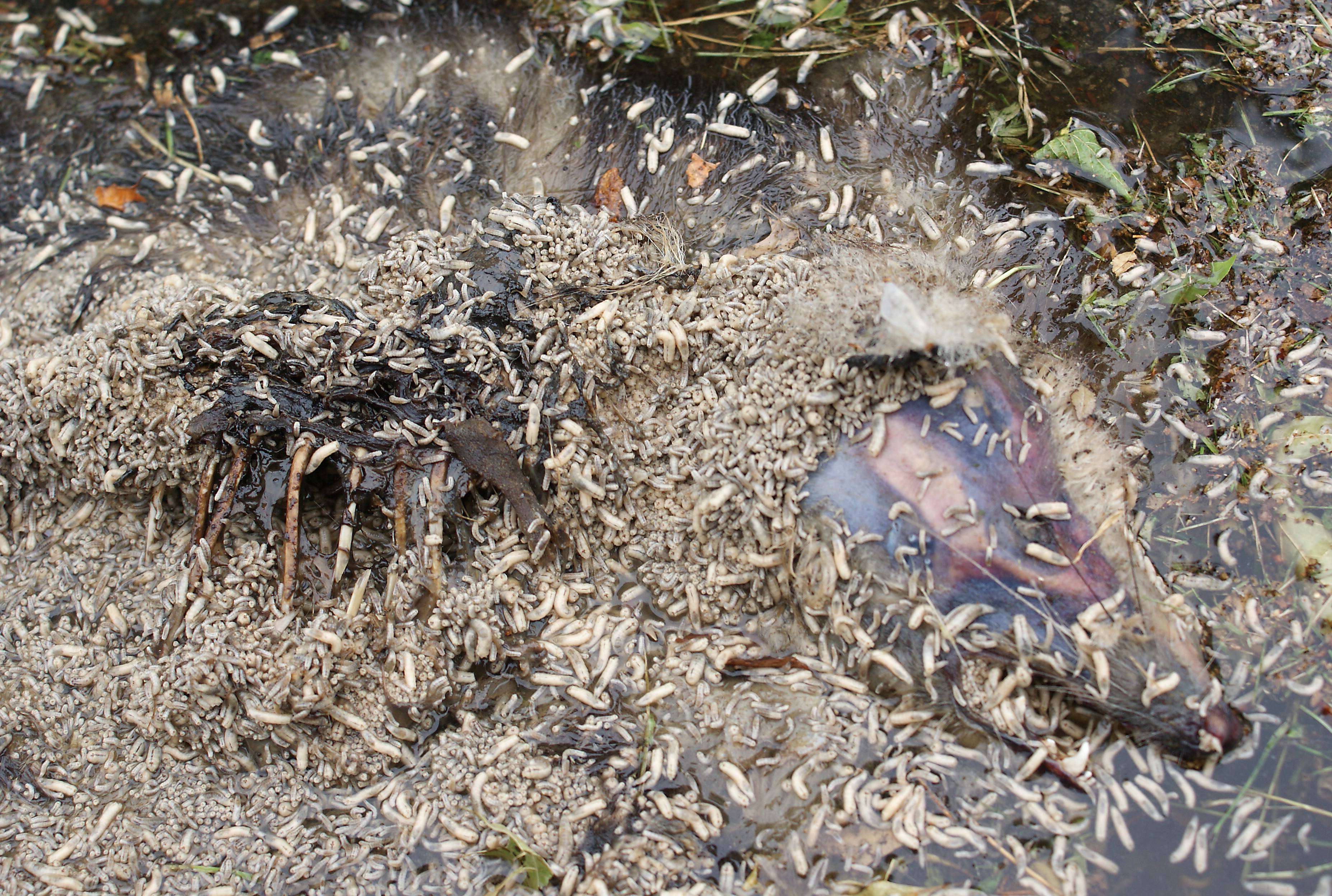
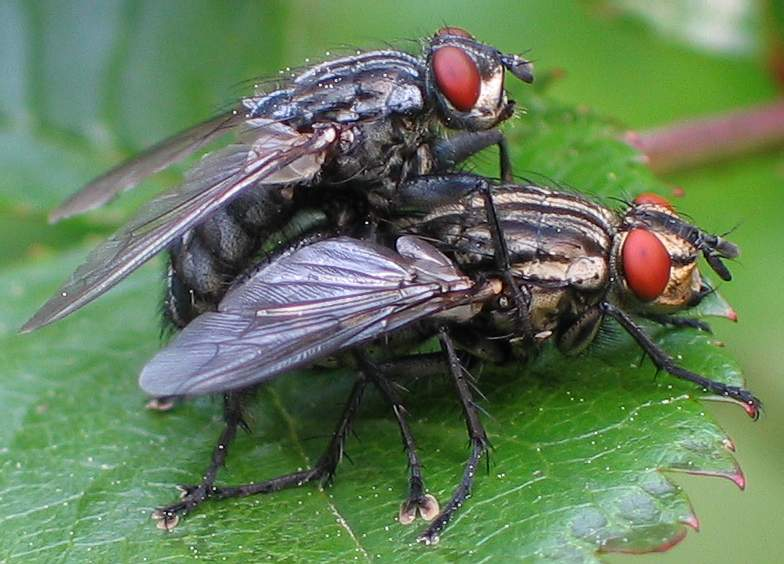
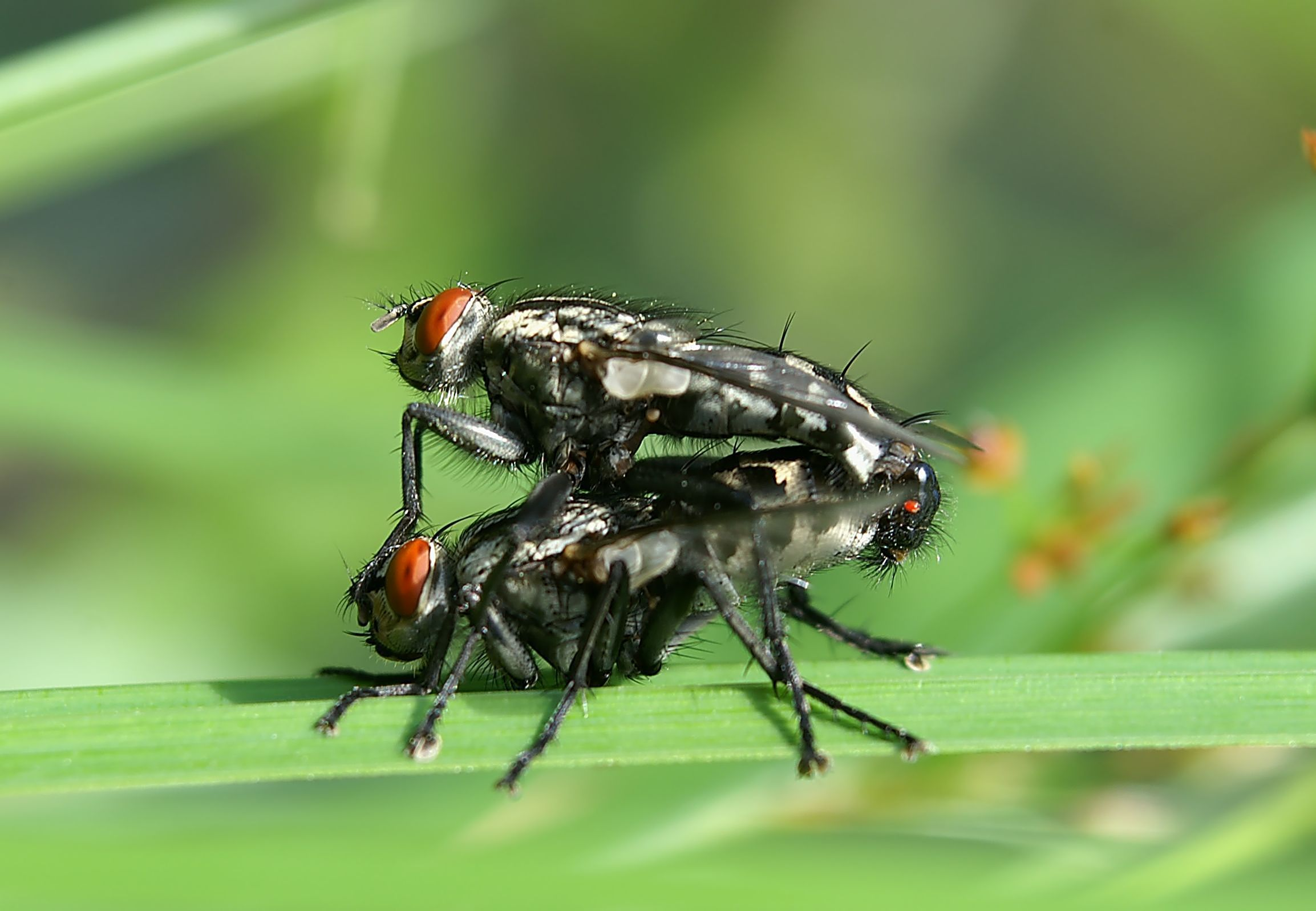